# Байыскылан, Монгуш Танзынович
Монгуш Танзынович Байыскылан  (1913—1986) — старший лейтенант, заместитель командира эскадрона по политической части, участник Великой Отечественной войны.

## Биография
Родился 1 апреля 1913 года в местечке Шеми-Аксы в аратской семье. С началом революционных преобразований в ТНР молодой Байыскылан М. Т., работая бурильщиком на Эйлиг-Хемском золоторудном прииске, в 1932 года был принят в Тувинскую Народную Революционную партию (ТНРП). Он был достаточно грамотным человеком. Был направлен на годичные курсы в Москву при Коммунистическом университете трудящихся Востока (КУТВ), по окончании которых работал пропагандистом Дзун-Хемчикского хошунного комитета Тувинской Народной-Революционной Партии. В 1934—1938 годы он учился в Кызылской партшколе, затем снова в КУТВе. После окончания был утверждён заведующим отделом культуры ЦК профсоюзов ТНР, где и проработал до начала войны. В 1941—1943 годах Байыскылан находился на должности политрука Народно-революционной армии ТНР, а перед Великой Отечественной войной был назначен заместителем по политической части командира эскадрона тувинских добровольцев Тюлюша Кечил-оола и парторгом полка. Отважный и волевой политический работник всегда заботился о бойцах, а когда нужно, шёл в первых рядах в атаку. Во время конной атаки 2 февраля Монгуш Танзынович лично зарубил несколько фашистов, был ранен, но поле боя не покинул. Во время штурма Ровно Байыскылан был ранен осколком бомбы, но решил сражаться до конца. Окровавленный, он личным примером воодушевлял остальных. По возвращении с фронта с июня 1944 года по февраль 1945 года Байыскылан работал заведующим особым сектором ЦК ТНРП. Затем в 1945—1956 годах майор Байыскылан работал военным комиссаром Дзун-Хемчикского, Улуг-Хемского кожуунов. После увольнения в запас из рядов Советской Армии он был председателем Сут-Хольского района, председателем рабочкома совхоза «Чыраа-Бажы» Дзун-Хемчикского района. С 1960 года до выхода не пенсию — в штабе гражданской обороны г. Кызыла.

## Награды и звания
За отвагу и мужество, проявленные в боях за освобождение городов и сел Украины от немецко-фашистских захватчиков, награждён орденами Красного знамени, Отечественной Войны I, II степеней, орденом Республики ТНР, многими медалями, в том числе медалью «За отвагу».
- орден Красного знамени
- орден Отечественной Войны I степени
- орден Отечественной Войны II степени
- орден Республики ТНР
- медаль «За отвагу»

## Память
М. Байыскылан являлся Почётным гражданином города Кызыла. Одна из улиц Суг-Аксы, его малой родины, названа его именем. Его имя вошло в книгу «Заслуженные люди Тувы». Байыскылан умер в 1986 г, похоронен в Кызыле.